# Haematomma collatum
Haematomma collatum är en lavart som först beskrevs av Stirt., och fick sitt nu gällande namn av C. W. Dodge. Haematomma collatum ingår i släktet Haematomma och familjen Haematommataceae.   Inga underarter finns listade i Catalogue of Life.